# Aschisma kansanum
Aschisma kansanum är en bladmossart som beskrevs av Henry Charles Andrews 1915. Aschisma kansanum ingår i släktet Aschisma och familjen Pottiaceae. IUCN kategoriserar arten globalt som sårbar. Inga underarter finns listade i Catalogue of Life.